# Giorgio Morpurgo
Giorgio Morpurgo (Roma, 31 ottobre 1892 – Seròs, 23 dicembre 1938) è stato un ufficiale italiano.

## Biografia
Allievo della Scuola militare di Roma e poi dell'Scuola Militare di Modena, ottenne la nomina a sottotenente nel marzo 1915 e venne destinato al 1º Reggimento bersaglieri che raggiunse in Tripolitania. Prese parte come ufficiale volontario alla campagna di Libia prima guerra mondiale. Promosso tenente il 1º aprile 1916 e capitano dal giugno 1917, dopo essersi fatto notare per la sua attività al confine tunisino, data la sua perfetta conoscenza della lingua araba, veniva rimpatriato nel gennaio 1918 per raggiungere al fronte il 5º Reggimento bersaglieri, rimanendo con il suo reggimento a Trieste dalla fine della guerra fino al 1920 per poi prestare servizio presso l'Ufficio informazioni del Comando Generale delle Truppe della Venezia Giulia fino al marzo 1921.
Avendo subito aggressioni da parte dei social-comunisti durante il biennio rosso aderì al Fascismo.
Dopo aver frequentato la Scuola di guerra, venne trasferito in Servizio di stato maggiore nel gennaio 1926, entrando a far parte del Corpo di stato maggiore alla fine dello stesso anno, quando l'ordinamento del Regio Esercito del 1926 introdusse il Corpo di stato maggiore. Trasferito al Corpo Armata di Firenze per incarichi speciali prestò servizio presso l'Istituto Geografico Militare dal gennaio 1927 e lasciò l'incarico due anni dopo, quando promosso maggiore venne destinato al comando un battaglione dell'8º Reggimento bersaglieri, facendo rientro nel Corpo di stato maggiore nel 1931.

### Guerra civile spagnola
Promosso tenente colonnello nel 1935 allo scoppio della guerra civile spagnola chiese di partire volontario per combattere il Comunismo e nel gennaio 1937 raggiunse la Spagna pochi giorni prima della presa di Malaga da parte dei franchisti, avvenuta l'8 febbraio 1937, e divenne membro dello Stato Maggiore del Corpo Truppe Volontarie. Pur di religione cattolica era figlio di israeliti e a causa delle leggi razziali fu richiamato in patria per il congedo "perché di razza ebraica". Prima di partire, il 23 dicembre 1938, nelle prime fasi della battaglia di Catalogna, immediatamente dopo aver appreso che, in base al regio decreto-legge 22 dicembre 1938, n. 2111, sarebbe stato espulso dall’esercito, chiese di guidare l'ultimo attacco in zona nemica e dopo aver intonato l'inno del PNF "Giovinezza" si lanciò verso le linee avversarie in una missione suicida, trovando la morte.
Lo storico Renzo De Felice raccontò in seguito che dopo aver ottenuto di poter prendere parte ad un'ultima azione di guerra, "prima che questa avesse inizio, uscì da solo allo scoperto dirigendosi verso le posizioni nemiche, camminando lentamente e senza tener conto delle ingiunzioni a fermarsi che da esse gli venivano rivolte: ferito, continuò ad avanzare sino a che non fu colpito al cuore".
Il suo fu uno dei diversi casi di suicidio avvenuti tra gli ebrei italiani in seguito alla promulgazione delle leggi razziali, anche tra le file dell'esercito. Il regime fascista, nascondendo l'effettiva dinamica dell'episodio, lo insignì della Medaglia d'oro al valor militare alla memoria.

## Onorificenze
Oltre che della medaglia d'oro al valor militare alla memoria Giorgio Morpurgo venne decorato con tre medaglie di bronzo al valor militare.